# Campeonato Sul Americano de Hóquei em Patins de 1971
Campeonato Americano de Hóquei em Patins, esta edição realizou-se  na cidade São Paulo Brasil entre os dias 20 e 23 de Outubro. Esta competição foi organizada pela CSP, a Federação Sul-Americana de Patinagem.

## Paises participantes
Chile 8ª Participação
 Argentina 7ª Participação
 Brasil 7ª Participação
 Uruguai 7ª Participação

## Fase Grupo
| 20 de outubro 1971 | Argentina | 1 – 1 | Chile |  |
|                    |           |       |       |  |

| 20 de outubro 1971 | Brasil | 4 – 2 | Uruguai |  |
|                    |        |       |         |  |

| 22 de outubro 1971 | Chile | 5 – 2 | Brasil |  |
|                    |       |       |        |  |

| 22 de outubro 1971 | Argentina | 7 – 0 | Uruguai |  |
|                    |           |       |         |  |

| 23 de outubro 1971 | Chile | 7 – 2 | Uruguai |  |
|                    |       |       |         |  |

| 23 de outubro 1971 | Brasil | 3 – 4 | Argentina |  |
|                    |        |       |           |  |